# مصبحی (روستا)
 مصبحی  به عربی ( الُمصبَحی )، روستایی است در دهستان بنو واقد از توابع استان استان صَنعاء در کشور یمن در شبه جزیره عربستان.

## جمعیت
جمعیت آن ۱۰۰ نفر (۱۳ خانوار) است.